# Alto Biobío
Alto Biobío é uma comuna da província de Biobío, localizada na Região de Biobío, Chile. Possui uma área de 2.098,0 km² e uma população de 6.996 habitantes (2002).
A comuna limita-se: a leste e a sul com a Argentina; a oeste com Quilaco e Santa Bárbara; a norte com Antuco.